# 凌日時間變分法
凌日時間變分法是通過觀察凌日時間變化以檢測系外行星的一種方法。這提供了一種極其靈敏，可以用來檢測地球大小系外行星的方法。"時間變異"需要精確的測量凌發生的時刻，才可以可測量出週期的改變。 
第一顆以凌日時間變異檢測出的非凌日行星是由NASA的克卜勒任務衛星完成的。凌日的克卜勒-19b顯示在300天的週期中有著5分鐘的振幅變異，顯示有另一顆行星克卜勒-19c存在著，它的合理週期可能接近這顆凌日行星的數倍。
在2010年，研究人員依據凌日時間變分法建議WASP-3也有第二顆的行星存在，但是在2012年這項建議被否定了。
凌日時間變分法的技術在2012年被用來發現克卜勒-9d，並被普遍的用於驗證系外行星的發現。

## 外部連結
- TTV papers